# Plesioneuron saxicola
Plesioneuron saxicola är en kärrbräkenväxtart som beskrevs av Masahiro Kato. Plesioneuron saxicola ingår i släktet Plesioneuron och familjen Thelypteridaceae. Inga underarter finns listade.